# Rantířov (zámek)
Zámek Rantířov stojí na okraji obce Rantířov, v okrese Jihlava, při silnici na Vyskytnou nad Jihlavou.

## Historie

### Hospodářský dvůr
Zámku patrně předcházel dvorec, který byl v tehdejším Fussdorfu vystavěn snad někdy před rokem 1488, kdy jihlavský rychtář Prokop z Pelhřimov odkázal zdejší statek své manželce Margaretě. Ta v roce 1495 dvorec a užitky ze vsi darovala jihlavskému dominikánskému klášteru u kostela Svatého Kříže, přičemž zbytek statku drželi jihlavští radní. V první polovině 16. století klášter několikrát vyhořel, takže řeholníci nalezli útočiště na tomto dvorci, stejně jako v době reformace. Ačkoliv se většina obyvatel přidala na stranu protestantů, na hospodaření statku to vliv nemělo.
Po třicetileté válce se ovšem situace změnila. Tehdy se totiž převor Franciscus Pristeindl rozhodl zasahovat do záležitostí obce, což radní nesli velmi nelibě. V roce 1686 se navíc museli dominikáni zavázat, že v obci nebudou stavět pivovar, ani hospodu. Když tento slib nedodrželi, bylo veškeré zařízení jimi zřízeného pivovaru zničeno. V majetku dominikánů dvůr zůstal do roku 1781, kdy byl klášter zrušen a následně přešel do vlastnictví náboženského fondu.
V roce 1798 jej do nájmu získali a o dva roky později zakoupili Frydrych a Eleonora Göldleinové z Tiefenau. Následně se majitelé často střídali. Jako vlastníci jsou uváděni např. rytíř Jiří Prokop z Lilienwaldu, rytíř Josef Laminet a Rudolf Uhlíř, baron Offermann.

### Zámek
V roce 1868 dvůr zakoupil majitel dolu Padochan u Olomouce František Müller, který jej v roce 1873 nechal na základě projektu Augusta Prokopa přestavět na pseudorenesanční zámek. V roce 1906 zámek odkoupil František Hejhal, který zde nechal postavit škrobárnu. Jeho syn Karel už o 4 roky později velkostatek prodal jihlavskému magistrátu, který jej roku 1911 pronajal Ottu Goldmannovi a v roce 1918 prodal Marii Porgesové z Vídně, jejímž příbuzným byl továrník Löw z Helenína. Po tomto prodeji se očekával další rozvoj velkostatku s výstavbou textilní továrny, ale z těchto plánů nakonec sešlo. Navíc došlo i k uzavření pivovaru.
V roce 1928 velkostatek zakoupil manželé Šaškovi, kterým byl v roce 1948 zestátněn. Následně se o zámek nikdo nestaral a ten tak chátral. Po revoluci byl předchozím majitelům vrácen, dnes je v soukromém vlastnictví a po generální rekonstrukci. Revitalizací prošel i zámecký park.

## Popis

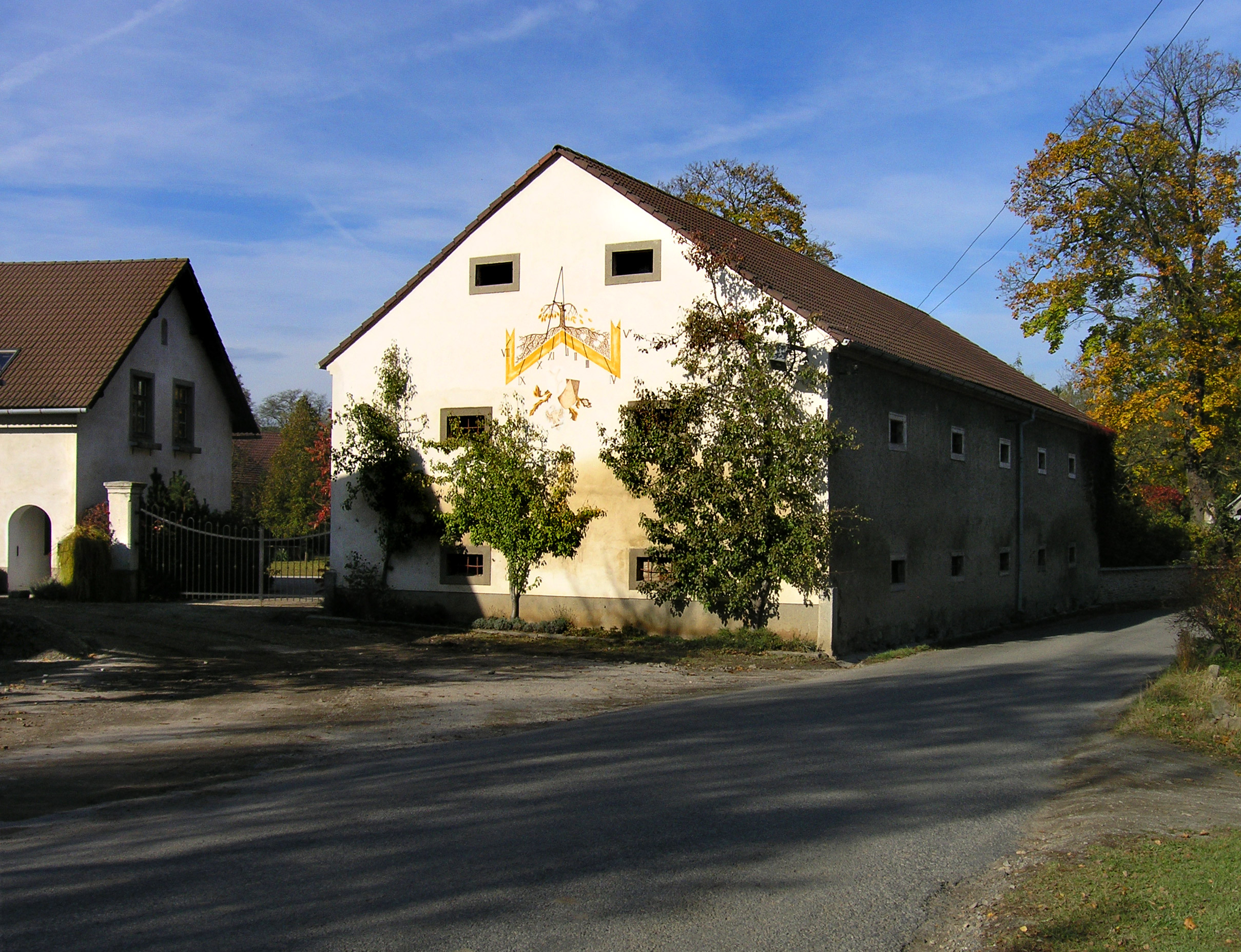
Sýpka se slunečními hodinami a brána do zámeckého areálu

Zámek je tříkřídlá novorenesanční budova. Jižní křídlo má na východní straně výrazný balkon, v jeho severovýchodní části stojí věž v renesančním stylu se zvonicí a hodinami. Ne zcela organicky je k budově připojeno severovýchodní křídlo, s nižší střechou. Na západní straně k zámku přiléhají hospodářské budovy. Při vstupní bráně na jižní straně areálu směrem k návsi obce leží sýpka s malovanými slunečními hodinami. Okolo zámku se rozprostírá rozlehlý park. Zámek není přístupný veřejnosti.